# Arngrim
Arngrim (en vieux norrois : Arngrímr) est un berserk et un héros légendaire du folklore nordique.
Dans la mythologie nordique, il apparaît dans la saga de Hervor et du roi Heidrekr, la geste des Danois, le chant d'Hyndla, la saga d'Örvar-Odd, ainsi que dans de nombreuses ballades féroïennes.

## Biographie

### Saga de Hervor et du roi Heidrekr
Selon les versions H et U de la saga, le guerrier Arngrim partit pour un raid de pillage dans la région de Garðaríki (aujourd'hui la région de Novgorod en Russie). Le roi de Garðaríki, Svafrlami, qui possédait l'épée magique Tyrfing, lutta contre lui. Durant le combat, l'épée Tyrfing transperça le bouclier d'Arngrim et se planta dans le sol. Aussitôt, Arngrim trancha la main de Svafrlami, saisit l'épée Tyrfing, puis tua le roi avec sa propre épée. Après sa victoire sur Svafrlami, Arngrim enleva sa fille Eyfura et l'épousa de force.
La version R de la saga est différente. Dans cette version Arngrim fut engagé comme chef de guerre par le vieux roi Sigrlami. Il gagna de nombreuses batailles et conquit pour son roi de vastes territoires et de nombreux sujets. En récompense, Sigrlami lui accorda une place éminente dans son royaume, la main de sa fille Eyfura et l'épée magique Tyrfing.
Dans toutes les versions de la saga, Arngrim retourna vivre chez lui avec son épouse Eyfura. Dans les versions H et U il s'agit de l'île de Bolm au Hålogaland (aujourd'hui en Norvège). Dans la version R il s'agit de l'île de Bolmsö au Småland (aujourd'hui en Suède). Ils eurent douze fils, qui tous suivirent l'exemple de leur père et devinrent berserk. Leurs noms varient selon les versions :
- version H : Angantyr, Hjorvard, Hervard, Hrani, Brami, Barri, Reifnir, Tind, Saeming, Bui et les deux Haddings.

- version U : Angantyr, Hjörvard, Hervard, Hrani, Barri, Tyrfing, Tind, les deux Haddings, Bui, Bild et Toki.

- version R, seuls six fils sont nommés : Angantyr, Hjörvard, Hervard, Hrani et les deux Haddings.

### Geste des Danois
Selon Saxo Grammaticus, Arngrim était un guerrier suédois qui tua Skalk le Scanien. La fierté qu'il tira de sa prouesse l'incita à demander à Frodi, un roi Danois, la main de sa fille Eyfura. Mais Frodi refusa. Devant ce refus, Arngrim en appela au mythique roi de Suède Erik. Le roi Erik lui conseilla de prouver sa valeur aux yeux de Frodi en tuant Egther, le roi de Biarmie (aujourd'hui la région d'Arkhangelsk en Russie), et Thengil, le roi de Finnmark (aujourd'hui en Norvège).
Arngrim attaqua d'abord Thengil et écrasa son peuple, les Lapons. En s'enfuyant, les Lapons jetèrent derrière eux trois cailloux magiques, qui prirent l'apparence de trois montagnes. Dupé par cette illusion, Arngrim rappela ses hommes. Le lendemain, l'armée d'Arngrim recommença à pourchasser les Lapons. Ceux-ci jetèrent de la neige sur le sol et lui donnèrent l'apparence d'une rivière, ce qui arrêta la poursuite des Suédois. Le troisième jour, la bataille reprit et les Lapons, à court de pouvoirs magiques, furent vaincus. Ils durent accepter des conditions de paix, selon lesquelles chaque Lapon devait fournir chaque année un plein chariot de fourrures de renne. Arngrim se tourna alors vers Egther de Biarmie. Il l'occit en combat singulier, puis il exigea des Biarmiens de lui fournir chacun une fourrure.
Arngrim revint vers Erik, qui l'emmena chez Frodi. Erik parvint à convaincre Frodi qu'Arngrim était le meilleur parti qu'il puisse trouver pour sa fille Eyfura, et Frodi donna son accord au mariage. Arngrim épousa Eyfura, qui lui donna douze fils. Pour les douze fils, Saxo Grammaticus donne les douze noms suivants, dont neuf sont communs avec ceux donnés par la saga de Hervor : Angantyr, Hjörvard, Hervard, Hrani, Biarbe, Tyrfing, Tand, les deux Haddings, Brand, Brodd et Hiarrande.

### Chant d'Hyndla
Le chant d'Hyndla ne mentionne Arngrim et Eyfura que pour dire qu'ils vivaient dans l'île de Bolmsö et que leurs douze fils étaient de violents berserks. Pour les douze fils, le chant d'Hyndla donne les noms suivants : Hervard, Hjorvard, Rane, Angantyr, Bue, Brame, Barre, Reivner, Tind, Tyrving et les deux Hadding.

### Ballades
Un chant médiéval du Comté de Telemark appelé « les hommes agités » mentionne les fils d'Arngrim dans le refrain : 

« Ces fils d'Arngrim du Nord aspirent au voyage de retour »

## Famille

### Mariage et enfants
Avec Eyfura (en), fille du roi de Garðaríki Svafrlami ou bien du roi danois Frodi (selon les versions), il eut : 
- Douze fils

#### Les noms des fils d'Arngrim
| Chant d'Hyndla | Saga de Hervor | Saga de Hervor | Saga de Hervor | Geste des Danois | Geste des Danois | Geste des Danois |
|                | version R      | version U      | version H      |                  |                  |                  |
| Angantyr (en)  | Angantyr       | Angantyr       | Angantyr       | Angantyr         |                  |                  |
| Hjörvard (en)  | Hjörvard       | Hjörvard       | Hjörvard       | Hjörvard         |                  |                  |
| Hervard        | Hervard        | Hervard        | Hervard        | Hervard          |                  |                  |
| Hrani          | Hrani          | Hrani          | Hrani          | Hrani            |                  |                  |
| Hadding        | Hadding        | Hadding        | Hadding        | Hadding          |                  |                  |
| Hadding        | Hadding        | Hadding        | Hadding        | Hadding          |                  |                  |
| Barri          |                | Barri          | Barri          | Barbi            |                  |                  |
| Tind           |                | Tind           | Tind           | Tand             |                  |                  |
| Tyrfing        |                | Tyrfing        | Saeming        | Tyrfing          |                  |                  |
| Bui            |                | Bui            | Bui            | Brand            |                  |                  |
| Brami          |                | Bild           | Brami          | Brodd            |                  |                  |
| Reifnir        |                | Toki           | Reifnir        | Hiarrande        |                  |                  |

### Sources
- (en) Cet article est partiellement ou en totalité issu de l’article de Wikipédia en anglais intitulé « Arngrim » (voir la liste des auteurs).